# Denkmalzone Kirchweg (Bickendorf)
Die Denkmalzone Kirchweg in Bickendorf, einer Ortsgemeinde im Eifelkreis Bitburg-Prüm in Rheinland-Pfalz, umfasst die Gebäude Kirchweg 1 (auch als Einzeldenkmal geschützt), 2 und 4.
Die als Denkmalzone ausgewiesene Bebauung besteht aus den Wohnhäusern und einem Wirtschaftsgebäude. Hinter den Gebäuden verläuft die Friedhofsmauer mit Grabsteinen des 18. und 19. Jahrhunderts.
Das Haus Nr. 1, ein Streckhof, soll 1771 entstanden sein. Die Fenster aus der Erbauungszeit sind nur noch teilweise erhalten. An der straßenabgewandten Seite ist ein ebenerdig zugänglicher Keller. Das Scheunentor ist auf seinem Keilstein mit der Jahreszahl 1808 bezeichnet. 
Das Haus Nr. 2 trägt auf einem Türsturz die Jahreszahl 1847. Das Haus Nr. 4 dürfte etwa eine Generation jünger sein. Den Abschluss der Bebauung bildet ein 1900 errichteter Wirtschaftsbau.